# Nikolai Moskalenko
Nikolai Ivànovitx Moskalenko (en rus Никола́й Ива́нович Москале́нко) (Konstantinovka, Óblast d'Omsk, 26 de març de 1926 - Moscou, 14 de gener de 1974) fou un actor i director de cinema soviètic.

## Biografia
Fou combatent a la Gran Guerra Patriòtica i en acabar el 1947 es va graduar al departament d'actuació a l'Institut Rus d'Arts Dramàtiques (GITIS). Del 1947 al 1957 treballà com a actor als teatres de Moscou i Minsk, Des del 1957 ho va fer als estudis de cinema Mosfilm, on va començar com a ajudant de director i finalment com a director adjunt.
Durant el rodatge de la pel·lícula Direktor el novembre de 1965, l'actor Ievgeni Urbanski va morir tràgicament a Karakum. Per coincidència, el primer director Aleksei Saltíkov es trobava absent i el procés de rodatge del plató el va dirigir Nikolai Moskalenko. Després d'aquest incident, al director se li va negar a exercir activitats professionals al cinema durant alguns anys.
A finals dels anys seixanta va guanyar-se el dret a treballar com a primer director i va dirigir de manera independent les pel·lícules Juravuixka, Molòdie i Rússkoie pole, que li atorgaren certa fama (l'última pel·lícula va ocupar el 2n lloc a la taquilla el 1972 i fou vista 56,2 milions. espectadors. Al seu debut va ocupar el vuitè lloc a la taquilla soviètica, i amb l'última pel·lícula la tercera.
Va morir als 48 anys de vida a Moscou. Va ser enterrat al cementiri de Vostriakovski.

## Filmografia

### Аctor
- 1953 — Stèpnie zori — Аleksei
- 1955 — Plàmia gneva — Kirik
- 1956 — Nad Txeremoixem — Vasil
- 1959 — V stepnoi tíxi — episodi

### Режиссёр
- 1968 — Juravuixka
- 1971 — Molòdie
- 1971 — Rússkoie pole